# Тетуан
Тетуан (арап. تطوان буквално значење „очи“ или „извори“, фр. Tétouan, шп. Tetuán) је град на северу Марока у берберском планинском региону Риф. У периоду 1912—1956. Тетуан је био главни град протектората Шпански Мароко. Данас је то центар провинције Тетуан у саставу области Тангер-Тетуан. У граду живи око 320 хиљада људи.

## Положај
Тетуан се налази недалеко од обале Средоземног мора неколико километара од Гибралтарског мореуза, и 40 км источно од Тангера, некада важне европске колоније у Магребу.

## Становништво
Почетком XX века у граду је живело око 25 хиљада људи, од који су половина били јевреји, око 40% муслимани (углавном Бербери, али и Арапи) и око 10% шпанских колониста. Град је имао хиспано-арапски карактер. После стицања независности Марока јевреји и хришћани су већим делом емигрирали. Карактеристично је да су већину муслимана у шпанском региону Марока чинили бербери из племена Риф, а не Арапи. Јевреји у Тетуану су били потомци марана (иберијских јевреја) протераних из Шпаније после окончања реконкисте. Многи преостали локални јевреји су временом прешли у ислам. Главни језик овога града са око 325 хиљада становника је арапски, а распрострањени су још француски и шпански. На многим местима у старом граду сачувани су двојезични шпанско-арапски натписи. Да би спречила тежњу за аутономијом у северном Мароку централна власт је потискивала шпански језик и инсистирала на употреби арапског и француског језика. Данас млади у граду ретко владају шпаснким језиком, док га старије генерације добро познају. У последње време Шпанија је у Тетуану отворила центре за учење шпанског језика који припремају мароканске гастарбајтере за рад у Шпанији.

## Историја
Први град на овом месту основан је у III веку пре нове ере. Основали су га мавари и назвали га Тамуд. Археолошки налази сведоче да су овде касније боравили Феничани (Картагињани) и Римљани.

## Градови побратими
- Гранада, Андалузија,  Шпанија